# Tautologi (språkvetenskap)
Tautologi (grekiska tauto logos, 'samma ord', uttalas /tafto-/) är inom stilistiken en omsägning av samma sak, ibland populärt kallat tårta på tårta eller kaka på kaka. Det är ett flitigt använt stilmedel i till exempel Ordspråksboken.
Tautologier kan i lexikal bemärkelse vara sammansättningar av ett vardagligt och ett främmande ord med samma eller likartad betydelse (till exempel basketkorg, salsa-sås, schlagerhit, underrättelseinformation, naanbröd, katanasvärd, kebabkött, makirulle och chaite), eller en initialförkortning och ett vanligt ord (till exempel CD-skiva, ISBN-nummer, hiv-virus, IT-teknik, RAM-minne och LCD-display), se tautologisk sammansättning. Tautologin kan även bestå av flera ord eller sträcka sig över flera satser, som i ordspråket "Stolthet går före undergång. Högmod går före fall". Sådana stilmedel var vanliga från antiken till barocken, men har sedermera avtagit i frekvens i skönlitteraturen. Till tautologi räknas ibland kontaminationen ("orsaken beror på").
Oxymoronen skulle kunna sägas vara motsatsen till en tautologi. Vad som skiljer tautologier och pleonasmer är oklart, och olika handboksförfattare använder olika definitioner.